# Birger Meling
Birger Meling, né le 17 décembre 1994 à Stavanger en Norvège, est un footballeur international norvégien qui évolue au poste d'arrière gauche au FC Copenhague.

## Biographie

### Débuts professionnels
Né à Stavanger, dans le comté de Rogaland en Norvège, Birger Meling est formé par le club de sa ville natale, le Viking FK mais il ne joue pas avec le groupe professionnel.
Le 30 juillet 2013, il s'engage avec le club anglais du Middlesbrough FC à la suite d'un essai convaincant. Avec ce club, Birger Meling dispute un total 18 rencontres avec les U21 du club mais ne fait aucune apparition avec l'équipe première.
Un an après son arrivée à Middlesbrough FC, le 11 août 2014, Meling fait son retour dans son pays natal en rejoignant le Stabæk Fotball. Meling joue son premier match en professionnel le 21 septembre 2014, lors d'une défaite de son équipe en championnat contre l'Aalesunds FK (3-0 score final).
Birger Meling inscrit son premier but en professionnel le 27 juin 2015 contre le Strømsgodset IF. Son équipe s'impose sur le score de trois buts à deux ce jour-là. Il s'impose comme un titulaire lors de la saison 2015.
Il découvre la coupe d'Europe avec ce club, jouant son premier match le 30 juin 2016, à l'occasion d'une rencontre qualificative pour la Ligue Europa contre le Connah's Quay Nomads. Il est titularisé lors de cette rencontre où les deux équipes se séparent sur un match nul (0-0).

### Rosenborg BK
Le 8 février 2017 Birger Meling s'engage pour un contrat de quatre ans avec le Rosenborg BK,, le club le plus titré de Norvège. 
Il joue son premier match sous ses nouvelles couleurs en championnat, le 23 avril 2017 face à l'Aalesunds FK (0-0).
Birger Meling glane le premier titre de sa carrière en étant sacré champion de Norvège en 2017. 
Meling inscrit son premier but en Ligue des champions le 25 juillet 2018, contre le Celtic Glasgow. Il ne peut toutefois pas empêcher la défaite de son équipe ce jour-là (3-1 score final),.
Il remporte également le championnat de Norvège en 2018 et la Coupe de Norvège.

### Nîmes Olympique
Le 10 juin 2020, il est autorisé par le Rosenborg BK à quitter le club pour négocier son départ vers l'équipe du Nîmes Olympique évoluant en Ligue 1. Il rejoint le Nîmes Olympique dès l'ouverture officielle du marché des transferts international. Le 6 juillet 2020, il s'engage pour trois années avec le club gardois. 
Meling s'illustre dès son premier match avec les Crocos, le 23 août 2020, pour la première journée de la saison 2020-2021 de Ligue 1 face au Stade brestois 29. Titulaire ce jour-là, il délivre tout d'abord une passe décisive pour Kévin Denkey sur l'ouverture du score avant de doubler la mise d'une frappe du gauche sous la barre, contribuant grandement à la victoire des siens par quatre buts à zéro. Après un début de saison réussi, Meling se blesse au genou en octobre et est absent pendant plusieurs mois. Il fait son retour dans le groupe professionnel à la fin du mois de décembre 2020 et rejoue lors de la lourde défaite de son équipe en championnat face au RC Strasbourg le 6 janvier 2021 (défaite 5-0).

### Stade rennais FC
Le 20 juillet 2021, après une saison en Ligue 1 avec le Nîmes Olympique qui descend à l'issue de cette dernière, Birger Meling s'engage en faveur Stade rennais FC en paraphant un contrat de trois ans,. L'indemnité du transfert est estimée à 3 millions d'euros. Le 8 août 2021, Birger Meling joue son premier match sous ses nouvelles couleurs lors de la première journée de la saison 2021-2022 de Ligue 1, face au RC Lens. Il est titularisé lors de cette rencontre où les deux équipes se neutralisent (match nul, 1-1). 
Lors d'une première saison durant laquelle il a été en rotation avec Adrien Truffert, il signe le 30 septembre 2022 une prolongation de deux ans, soit jusqu'en 2026. 
Le 13 août 2023, il dispute son dernier match avec le Stade rennais FC contre le FC Metz en entrant à la 75e minute lors d'une victoire cinq buts à un.

### FC Copenhague
Le 14 août 2023, Birger Meling quitte le Stade rennais FC et s'engage en faveur du FC Copenhague en paraphant un contrat de quatre ans,. L'indemnité du transfert est estimée à 2 millions d'euros.
Meling joue son premier match pour le FC Copenhague le 18 août 2023, lors d'une rencontre de Superligaen, l'élite du football danois, face au Hvidovre IF. Il est titularisé et son équipe s'impose par deux buts à zéro,. L'international norvégien s'installe comme un titulaire dans le onze de départ et enchaîne les matchs jusqu'au 21 octobre 2023, où il se blesse lors d'une rencontre de championnat face au Vejle BK (2-1 score final). Sorti sur blessure après un peu plus d'une demi-heure de jeu, son retour sur les terrains est espéré après la trêve internationale selon son entraîneur Jacob Neestrup, mais la blessure étant finalement plus grave que prévu, le joueur ne rejoue pas jusqu'à la fin de l'année 2023.
Meling fait son retour à l'entraînement début février 2024. Il fait son retour à la compétition le 18 février 2024, en entrant en jeu à la place de Christian Sørensen lors de la victoire de Copenhague en championnat face au Silkeborg IF (0-3 score final).

### En sélection
Birger Meling obtient un total de six sélections avec l'équipe de Norvège espoirs entre 2015 et 2016.
Birger Meling est convoqué pour la première fois l'équipe nationale de Norvège le 30 mai 2017, retenu par le sélectionneur Lars Lagerbäck. Il ne joue toutefois aucun match. Rappelé lors des rassemblements suivants, il honore sa première sélection avec la Norvège le 5 octobre 2017 contre Saint-Marin, lors des éliminatoires du Mondial 2018. Il est titulaire lors de cette rencontre et son équipe s'impose largement sur le score de huit buts à zéro.

## Statistiques
| Saison                | Club                  | Championnat           | Championnat | Championnat | Championnat | Coupe(s) nationale(s) | Coupe(s) nationale(s) | Coupe(s) nationale(s) | Compétition(s) continentale(s) | Compétition(s) continentale(s) | Compétition(s) continentale(s) | Compétition(s) continentale(s) | Total | Total | Total |
| Saison                | Club                  | Division              | M.          | B.          | P.d.        | M.                    | B.                    | P.d.                  | Comp.                          | M.                             | B.                             | P.d.                           | M.    | B.    | P.d.  |
| 2014                  | Stabæk Fotball        | Tippeligaen           | 2           | 0           | 0           | 0                     | 0                     | 0                     | -                              | -                              | -                              | -                              | 2     | 0     | 0     |
| 2015                  | Stabæk Fotball        | Tippeligaen           | 27          | 1           | 4           | 5                     | 0                     | 2                     | -                              | -                              | -                              | -                              | 32    | 1     | 6     |
| 2016                  | Stabæk Fotball        | Tippeligaen           | 30          | 4           | 3           | 3                     | 1                     | 0                     | -                              | -                              | -                              | -                              | 33    | 5     | 3     |
| 2017                  | Stabæk Fotball        | Tippeligaen           | 0           | 0           | 0           | 0                     | 0                     | 0                     | C3                             | 2                              | 0                              | 0                              | 2     | 0     | 0     |
| Sous-total            | Sous-total            | Sous-total            | 59          | 5           | 7           | 8                     | 1                     | 2                     | -                              | 2                              | 0                              | 0                              | 69    | 6     | 9     |
| 2017                  | Rosenborg BK          | Tippeligaen           | 20          | 0           | 1           | 5                     | 1                     | 0                     | -                              | -                              | -                              | -                              | 25    | 1     | 1     |
| 2018                  | Rosenborg BK          | Tippeligaen           | 28          | 1           | 8           | 6                     | 0                     | 3                     | C1+C3                          | 3+8                            | 0+0                            | 0+1                            | 45    | 1     | 12    |
| 2019                  | Rosenborg BK          | Tippeligaen           | 28          | 0           | 1           | 2                     | 1                     | 0                     | C1+C3                          | 4+8                            | 1+0                            | 1+2                            | 42    | 2     | 4     |
| 2020                  | Rosenborg BK          | Tippeligaen           | 3           | 0           | 0           | 0                     | 0                     | 0                     | C1+C3                          | 8+6                            | 0+0                            | 1+0                            | 17    | 0     | 1     |
| Sous-total            | Sous-total            | Sous-total            | 79          | 1           | 10          | 13                    | 2                     | 3                     | -                              | 37                             | 1                              | 5                              | 129   | 4     | 18    |
| 2020-2021             | Nîmes Olympique       | Ligue 1               | 26          | 2           | 3           | 0                     | 0                     | 0                     | -                              | -                              | -                              | -                              | 26    | 2     | 3     |
| 2021-2022             | Stade rennais FC      | Ligue 1               | 31          | 0           | 4           | 0                     | 0                     | 0                     | C4                             | 6                              | 0                              | 1                              | 37    | 0     | 5     |
| 2022-2023             | Stade rennais FC      | Ligue 1               | 27          | 0           | 1           | 1                     | 0                     | 0                     | C3                             | 7                              | 0                              | 0                              | 35    | 0     | 1     |
| 2023-2024             | Stade rennais FC      | Ligue 1               | 1           | 0           | 0           | -                     | -                     | -                     | C3                             | -                              | -                              | -                              | 1     | 0     | 0     |
| Sous-total            | Sous-total            | Sous-total            | 59          | 0           | 5           | 1                     | 0                     | 0                     | -                              | 13                             | 0                              | 1                              | 73    | 0     | 6     |
| 2023-2024             | FC Copenhague         | Superliga             | 19          | 0           | 0           | 0                     | 0                     | 0                     | C1                             | 5                              | 0                              | 0                              | 24    | 0     | 0     |
| 2024-2025             | FC Copenhague         | Superliga             | 5           | 0           | 0           | 0                     | 0                     | 0                     | C4                             | 5                              | 0                              | 0                              | 10    | 0     | 0     |
| Sous-total            | Sous-total            | Sous-total            | 24          | 0           | 0           | -                     | -                     | 0                     | -                              | 10                             | 0                              | 1                              | 34    | 0     | 1     |
| Total sur la carrière | Total sur la carrière | Total sur la carrière | 245         | 8           | 25          | 22                    | 0                     | 5                     | -                              | 60                             | 1                              | 6                              | 327   | 9     | 36    |

### En sélection
| Saison                | Sélection             | Phases finales              | Phases finales | Phases finales | Phases finales | Éliminatoires | Éliminatoires | Éliminatoires | Matchs amicaux | Matchs amicaux | Matchs amicaux | Total | Total | Total |
| Saison                | Sélection             | Compétition                 | M              | B              | Pd             | M             | B             | Pd            | M              | B              | Pd             | M     | B     | Pd    |
| --------------------- | --------------------- | --------------------------- | -------------- | -------------- | -------------- | ------------- | ------------- | ------------- | -------------- | -------------- | -------------- | ----- | ----- | ----- |
| 2017-2018             | Norvège               | Coupe du monde 2018         | -              | -              | -              | 2             | 0             | 0             | 5              | 0              | 0              | 7     | 0     | 0     |
| 2018-2019             | Norvège               | Ligue des nations 2018-2019 | -              | -              | -              | 3             | 0             | 0             | 0              | 0              | 0              | 3     | 0     | 0     |
| 2019-2020             | Norvège               | -                           | -              | -              | -              | 1             | 0             | 0             | 0              | 0              | 0              | 1     | 0     | 0     |
| 2020-2021             | Norvège               | Championnat d'Europe 2020   | -              | -              | -              | 6             | 0             | 1             | 2              | 0              | 0              | 8     | 0     | 1     |
| 2021-2022             | Norvège               | Ligue des nations 2020-2021 | -              | -              | -              | 10            | 0             | 2             | 0              | 0              | 0              | 10    | 0     | 2     |
| 2022-2023             | Norvège               | Coupe du monde 2022         | -              | -              | -              | 6             | 0             | 0             | 2              | 0              | 0              | 8     | 0     | 0     |
| 2023-2024             | Norvège               | -                           | -              | -              | -              | 2             | 0             | 0             | 0              | 0              | 0              | 1     | 0     | 0     |
| Total sur la carrière | Total sur la carrière | Total sur la carrière       | 0              | 0              | 0              | 30            | 0             | 3             | 9              | 0              | 0              | 39    | 0     | 3     |

Le tableau suivant liste les rencontres de l'équipe de Norvège dans lesquelles Birger Meling a été sélectionné depuis le 5 octobre 2017 jusqu'à présent :

## Palmarès

### En club
| Rosenborg BK (4) |
| --- |
| - Championnat de Norvège (2) - Champion : 2017 et 2018. - Coupe de Norvège (1) - Vainqueur : 2018. - Supercoupe de Norvège (1) - Vainqueur : 2017. |